# مریم‌اوشاغی (توت)
مریم‌اوشاغی (به ترکی استانبولی: Meryemuşağı) یک منطقهٔ مسکونی در ترکیه است که در توت، ترکیه واقع شده‌است. مریم‌اوشاغی ۳۲۲ نفر جمعیت دارد.